# Susan Strange
Susan Strange (født 9. juni 1923, død 25. oktober 1998) er en britisk teoretiker, som er kendt for hendes bidrag til feltet International Politisk Økonomi. Hun har bl.a. skrevet bøgerne Casino Capitalism (1986) og States and Markets (1988).
 Der er for få eller ingen kildehenvisninger i denne artikel, hvilket er et problem. Du kan hjælpe ved at angive troværdige kilder til de påstande, som fremføres i artiklen.

1. ↑  Navnet er anført på bokmål og stammer fra Wikidata hvor navnet endnu ikke findes på dansk.